# グーフド
グーフド (Goofed、1960年3月29日 - 1982年) は、アメリカの競走馬、繁殖牝馬。主な勝ち鞍は1963年のレディースハンデキャップ。
繁殖牝馬としてもリファールとノビリアリーの兄妹を輩出したほか、現代まで残る牝系の祖となった。

## 生涯
1960年3月、ケンタッキー州のジョン・M・シフによって生産・所有された。調教師はO・T・ドゥバソフ。
競走馬としての成績はステイヤー寄りで、1963年に共にアケダクト競馬場で開催されたレディースハンデキャップ（12ハロン≒2414m）とニューヨークハンデキャップ（9.5ハロン≒1911m）を勝利している。通算成績は23戦4勝2着6回3着4回で、総獲得賞金は7万6928ドル。
繁殖入り当初はJ・O・バーグウィン夫人の所有となり、リファールを含む最初の3頭を生産。その後、所有者はネルソン・バンカー・ハントに移っている。1982年に死亡。

## 主なファミリーライン
牝系図の主要な部分（G1級競走優勝馬、日本のグレード制重賞勝ち馬、その他個別記事のある馬）は以下の通り。*は日本に輸入された馬。
- Goofed 1960
  - Lyphard 1969（ジャック・ル・マロワ賞、フォレ賞ほか）
  - Nobiliary 1972（サンタラリ賞、ワシントンDC国際）
  - Dumfries 1973
    - Diamond Spring 1977
      - Diavolina 1987
        - Golden Way 1997
          - Ashkal Way 2002（サイテーションH）
          - Sentiero Italia 2012
            - Santin 2018（アーリントンミリオンS、ターフクラシックS）

      - Dance Image 1990
        - *プリンセスオリビア 1995
          - Flower Alley 2002（トラヴァーズS）
          - ブルーミングアレー 2007
            - ランブリングアレー 2016（中山牝馬S）

          - トーセンラー 2008（マイルCS、京都記念、きさらぎ賞）
          - スピルバーグ 2009（天皇賞（秋））

    - Dance Review 1978
      - No Review 1985（サンタバーバラH）
      - Another Review 1988（カリフォルニアンS）
      - Promenade Colony 1992
        - Promenade Girl 2002
          - Cavorting 2012（パーソナルエンスンSなどGI3勝）
            - Clairiere 2018（オグデンフィップスS2回などGI4勝）

      - Rap and Dance 1995
        - Jazz Tune 2010
          - Rattle N Roll 2019（ブリーダーズフューチュリティS）

    - Dumfries Pleasure 1983
      - Urbane 1992（ジョン A.モリスH、アッシュランドS）

  - *バーブスボールド 1978
    - Hooked Bid 1983
      - *カーフィリィ 1992
        - カーリービッド 1999
          - サンバビーン 2010（ノースクイーンC、ビューチフルドリーマーC）

      - *フックライン 1993
        - ブランシュネージュ 2002
          - グリム 2015（レパードSなど重賞5勝）

      - Magical Miss 1998（クラウンオークス、豪1000ギニー）

    - *ページプルーフ 1988
      - *シーキングザパール 1994（モーリス・ド・ゲスト賞、NHKマイルカップなど重賞7勝）
        - *シーキングザダイヤ 2001（ニュージーランドトロフィーなど重賞5勝）
        - Seeknfind 2003
          - *アポロノカンザシ 2008
            - アポロティアモ 2023（福永洋一記念など地方重賞3勝）

      - プルーフオブラヴ 2000
        - リビングプルーフ 2007
          - テトラドラクマ 2015（クイーンC）

    - リファールニース 1989
      - リファールカンヌ 1997
        - ブルドッグボス 2012（JBCスプリント、クラスターC）

      - マヤノスターダム 2002（阪神ジャンプS）

  - Enthraller 1979
    - *エンスラーリングレイディ 1989
      - エンスラーリング 1996
        - タイセイエトワール 2000
          - アレスバローズ 2012（北九州記念、CBC賞）

    - *アイリッシュカーリ 1994
      - アスドゥクール 2005
        - ソルヴェイグ 2013（フィリーズレビュー、函館スプリントS）

牝系図の出典：牝系検索α

## 血統表
| グーフド（Goofed）の血統   | グーフド（Goofed）の血統                                | グーフド（Goofed）の血統                                | （血統表の出典）                                        | （血統表の出典） |
| 父系                       | フェアトライアル系                                      | フェアトライアル系                                      | フェアトライアル系                                      |                  |
| 父 Court Martial 1942 栗毛 | 父の父Fair Trial 1932 栗毛                              | Fairway                                                 | Phalaris                                                | Phalaris         |
| 父 Court Martial 1942 栗毛 | 父の父Fair Trial 1932 栗毛                              | Fairway                                                 | Scapa Flow                                              |                  |
| 父 Court Martial 1942 栗毛 | 父の父Fair Trial 1932 栗毛                              | Lady Juror                                              | Son-in-Law                                              | Son-in-Law       |
| 父 Court Martial 1942 栗毛 | 父の父Fair Trial 1932 栗毛                              | Lady Juror                                              | Lady Josephine                                          |                  |
| 父 Court Martial 1942 栗毛 | 父の母Instantaneous 1931 鹿毛                           | Hurry On                                                | Marcovil                                                | Marcovil         |
| 父 Court Martial 1942 栗毛 | 父の母Instantaneous 1931 鹿毛                           | Hurry On                                                | Tout Suite                                              |                  |
| 父 Court Martial 1942 栗毛 | 父の母Instantaneous 1931 鹿毛                           | Picture                                                 | Gainsborough                                            | Gainsborough     |
| 父 Court Martial 1942 栗毛 | 父の母Instantaneous 1931 鹿毛                           | Picture                                                 | Plymstock                                               |                  |
| 母 Barra 1950 栗毛         | 母の父Formor 1934 栗毛                                  | Ksar                                                    | Bruleur                                                 | Bruleur          |
| 母 Barra 1950 栗毛         | 母の父Formor 1934 栗毛                                  | Ksar                                                    | Kizil Kourgan                                           |                  |
| 母 Barra 1950 栗毛         | 母の父Formor 1934 栗毛                                  | Formose                                                 | Clarissimus                                             | Clarissimus      |
| 母 Barra 1950 栗毛         | 母の父Formor 1934 栗毛                                  | Formose                                                 | Terre Neuve                                             |                  |
| 母 Barra 1950 栗毛         | 母の母La Favorite 1934 鹿毛                             | Biribi                                                  | Rabelais                                                | Rabelais         |
| 母 Barra 1950 栗毛         | 母の母La Favorite 1934 鹿毛                             | Biribi                                                  | La Bidouze                                              |                  |
| 母 Barra 1950 栗毛         | 母の母La Favorite 1934 鹿毛                             | La Pompadour                                            | La Farina                                               | La Farina        |
| 母 Barra 1950 栗毛         | 母の母La Favorite 1934 鹿毛                             | La Pompadour                                            | Fly Away                                                |                  |
| 母系(F-No.)                | (FN:17-b)                                               | (FN:17-b)                                               | (FN:17-b)                                               | [ § 2 ]          |
| 5代内の近親交配            | Polymelus：S5×S5、Chouberski：M5×M5、Basse Terre：M5×M5 | Polymelus：S5×S5、Chouberski：M5×M5、Basse Terre：M5×M5 | Polymelus：S5×S5、Chouberski：M5×M5、Basse Terre：M5×M5 | [ § 3 ]          |
| 出典                       | 1. 2. 3.                                                | 1. 2. 3.                                                | 1. 2. 3.                                                | 1. 2. 3.         |